# Dumfries
Dumfries (em Gaélico escocês Dùn Phris) é uma cidade do Reino Unido, na Escócia, capital da região de Dumfries and Galloway, com  45 000 habitantes. Fica situada no sul da Escócia, nas margens do rio Nith. A cidade é centro comercial de uma próspera região agrícola e com indústrias têxteis (fibras artificiais e lã). É o berço do DJ Calvin Harris.